# USS LST-722
O USS LST-722 foi um navio de guerra norte-americano da classe LST que operou durante a Segunda Guerra Mundial.